# Alex La Guma
Alex La Guma (n. 20 februarie 1925 – d. 11 octombrie 1985) a fost scriitor sud-african.
Luptător pentru drepturile populației de culoare, scrierile sale ilustrează distrugerea civilizației tradiționale sub imperiul apăsării coloniale și discriminării rasiale.
Atmosfera, situațiile, caracterele și dispozițiile temperamentale sunt individualizate cu pregnanță, la aceasta contribuind atât descrierea evocatoare, cât și dialogul colorat ori imprevizibilul desfășurării acțiunii.

## Scrieri
- 1962: Plimbare în noapte ("A Walk in the Night")
- 1964: Întreita funie ("And a Threefold Cord")
- 1967: Ținutul de piatră ("The Stone Country")
- 1972: În ceața anotimpului pe sfârșite ("In the Fog of the Season's End").

A colaborat la publicațiile: Black Orpheus, Flamingo și The New African.